# Madak
Madak era una mezcla de opio y tabaco utilizada como droga recreativa y con fines medicinales en la China de los siglos XVI, XVII y XVIII. Surgió en las zonas costeras del sur de China en la primera mitad del siglo XVII. En el último cuarto del siglo XVIII, el madak fue sustituido por el opio crudo. La prohibición del madak en 1729 puede haber sido un factor que contribuyó al aumento de la popularidad de fumar opio puro.

## Preparación y uso
El madak se preparaba principalmente hirviendo opio en una cacerola para luego mezclaro con tabaco. También se podía preparar mezclando opio de Java con cáñamo y hierbas chinas en el hervido en las cacerolas. Se fumaba en pipas de bambú con filtro de fibra de coco.

## Historia
El opio crudo fue introducido en China por comerciantes árabes. En lugar de tomar opio crudo amargo por vía oral, los chinos intentaron fumar opio mezclado con otras sustancias. Según Dikotter et al., el opio fumado mezclado con tabaco fue introducido en China por los comerciantes holandeses entre 1624 y 1660. La nueva adicción se limitó a los territorios costeros alrededor del estrecho de Taiwán; su mayor difusión se vio obstaculizada por la guerra civil que acompañó la caída de la dinastía Ming. El nuevo gobierno de la dinastía Qing no tuvo conocimiento del madak hasta 1683. El lucrativo negocio del opio continuó extendiéndose a lo largo de la costa del sur de China, aunque la cronología exacta de esta expansión sigue siendo desconocida.
Hacia 1720, el gobierno consideraba que fumar madak era un mal social que había corrompido no sólo a las clases más bajas, sino también a las "buenas familias". Los fumaderos, donde la gente se reunía por la noche, se consideraban tan peligrosos como los cultos heréticos y las conspiraciones políticas. En 1729 el emperador Yongzheng prohibió fumar madak con fines recreativos. El uso medicinal siguió estando permitido. Según Dikotter et al., la prohibición apuntaba al hábito de fumar madak no como tal, sino como una forma peligrosa de vida social inaceptable temida por la Ciudad Prohibida (y por lo tanto era similar a Un contraataque al tabaco escrito un siglo antes por Jacobo I de Inglaterra).  El madak tenía una "base de consumidores muy limitada", limitada a Fujian, Guangdong y Taiwán. El consumo máximo, según los registros holandeses, fue de menos de 12 toneladas de opio al año.
La Compañía Británica de las Indias Orientales (EIC, siglas del inglés para East India Company) cumplió con la prohibición hasta 1780; los barcos mercantes portugueses continuaron con entregas en pequeña escala de opio "medicinal". En 1780, la Compañía de las Indias Orientales se enfrentó a una grave crisis financiera y recurrió al contrabando de opio. Su opio no se vendió en absoluto: sólo el 15% del envío inglés encontró clientes en China. Sin embargo, en las dos décadas siguientes el consumo de opio creció rápidamente. Los chinos reemplazaron el madak por opio crudo; el uso del madak continuó siendo limitado entre los malayos. En 1793, la EIC asumió el monopolio del comercio de opio, ahora rentable, con China. El gobierno chino prohibió el opio en 1796, llevando temporalmente el mercado a la clandestinidad. El historiador Xiao Yishan razonó que el aumento del consumo de opio estuvo directamente influenciado por la prohibición de 1729. Según Dikotter et al., las causas exactas del cambio siguen siendo desconocidas.